# Myiagra erythrops
Myiagra erythrops là một loài chim trong họ Monarchidae.